# Apogonia rugulosa
Apogonia rugulosa är en skalbaggsart som beskrevs av Moser 1913. Apogonia rugulosa ingår i släktet Apogonia och familjen Melolonthidae. Inga underarter finns listade i Catalogue of Life.